# 谢尔沃-里什蒙
谢尔沃-里什蒙（法語：Cherves-Richemont，法語發音：[ʃɛʁv ʁiʃmɔ̃]）是法国夏朗德省的一个旧市镇，属于干邑区。谢尔沃-里什蒙于1973年1月1日由原市镇谢尔沃德干邑（Cherves-de-Cognac）和里什蒙（Richemont）合并而成。2024年1月1日，谢尔沃-里什蒙与市镇圣叙尔皮斯德干邑合并为新市镇瓦勒德干邑，谢尔沃-里什蒙为新市镇行政中心。

## 地理
谢尔沃-里什蒙（45°44'36"N, 0°21'11"W）面积37.94 平方千米，位于法国新阿基坦大区夏朗德省，该省份为法国西部内陆省份，北起德塞夫勒省和维埃纳省，东临上维埃纳省，东南至多尔多涅省，南至多爾多涅省，西接滨海夏朗德省。
与谢尔沃-里什蒙接壤的市镇（或旧市镇、城区）包括：布捷-圣特罗让、布雷维尔、科尼亚克、雅夫勒扎克、卢扎克-圣安德烈、梅纳克、内尔西亚克、雷帕尔萨克、圣塞韦尔、圣叙尔皮斯德干邑、蒙斯。
谢尔沃-里什蒙的时区为UTC+01:00、UTC+02:00（夏令时）。

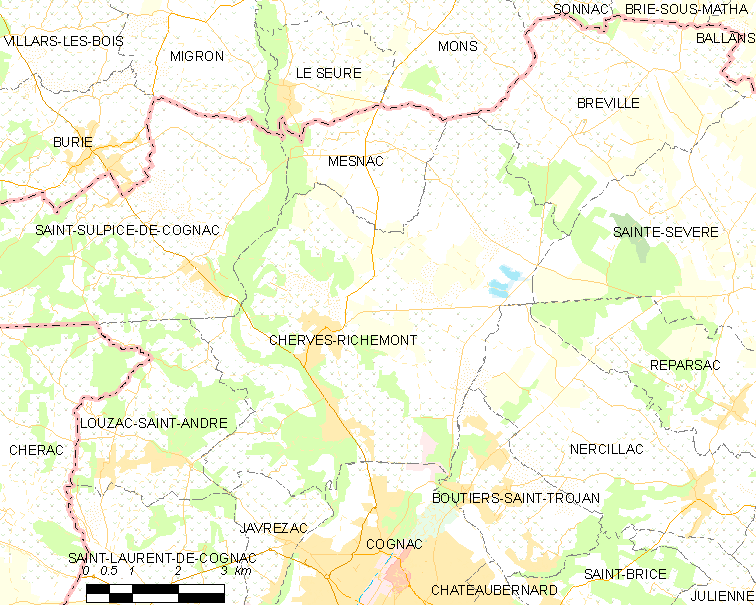
谢尔沃-里什蒙的OSM定位图

## 行政
谢尔沃-里什蒙的邮政编码为16370，INSEE市镇编码为16097。

## 政治
谢尔沃-里什蒙所属的省级选区为干邑第一县。

## 人口

1962-2008年间谢尔沃-里什蒙人口变化图示

谢尔沃-里什蒙于2020年1月1日时的人口数量为2293人。